# Lačnov
Lačnov är en ort i Tjeckien.   Den ligger i regionen Zlín, i den östra delen av landet, 280 km öster om huvudstaden Prag. Lačnov ligger 505 meter över havet och antalet invånare är 899.
Terrängen runt Lačnov är kuperad åt nordost, men åt sydväst är den platt. Runt Lačnov är det ganska tätbefolkat, med 83 invånare per kvadratkilometer. Närmaste större samhälle är Vsetín, 17,8 km norr om Lačnov. Omgivningarna runt Lačnov är en mosaik av jordbruksmark och naturlig växtlighet.